# Liga Națională (handbal feminin)
Liga Națională denumită din motive de sponsorizare Liga Florilor MOL este primul eșalon valoric al handbalului feminin românesc. Competiția este organizată de Federația Română de Handbal. 

## Istoric
Liga Națională a fost înființată în 1933 (în 11 jucătoare) și reorganizată în 1958 în actualul format cu 7 jucătoare. CS Oltchim Râmnicu Vâlcea este cel mai de succes club din istoria competiției, având 19 titluri câștigate.

## Drepturi de televizare
Meciurile sunt transmise de PRO Arena. Unele meciuri de pe teren propriu ale anumitor echipe sunt difuzate pe internet de diverse stații, pe conturi Facebook sau pe canale YouTube ale cluburilor.

## Lista campioanelor

### 1946–1963 (în 11 jucătoare)
| Sezon   | Antrenor                    | Aur                    | Argint                  | Bronz                          |
| ------- | --------------------------- | ---------------------- | ----------------------- | ------------------------------ |
| 1946    | Bruno Holzträger            | Karres Mediaș          | SG Sighișoara           |                                |
| 1947    | Bruno Holzträger            | Derubau Mediaș         | Voința Sighișoara       |                                |
| 1948    |                             | IRTI Mediaș            | Voința Mediaș           | Avântul Agnita                 |
| 1949    | Bruno Holzträger            | Record Mediaș          | CFR Sighișoara          | CSU București                  |
| 1950    | Wilhelm Lapka               | Flamura Roșie Mediaș   | CSU București           | Flamura Roșie ILSA Timișoara   |
| 1951    | Bruno Holzträger            | Flamura Roșie Mediaș   | Spartak Sighișoara      | Știința ICF București          |
| 1952    | Ioan Kunst-Ghermănescu      | Știința ICF București  | Spartak Sighișoara      | Știința Timișoara              |
| 1953    | Walter Meither              | Știința Timișoara      | Știința ICF București   | Progresul Învățământ București |
| 1954    | Árpád Kameniczki            | Progresul Târgu Mureș  | Progresul Brașov        | Știința Timișoara              |
| 1955    | Árpád Kameniczki            | Progresul Târgu Mureș  | Știința ICF București   | Progresul Brașov               |
| 1956    | Dumitru Popescu-Colibași    | Progresul Brașov       | Flamura Roșie București | Flamura Roșie Sibiu            |
| 1957    | Constantin „Pilică” Popescu | Steagul Roșu București | Progresul MIC București | Progresul Brașov               |
| 1957–58 | Constantin „Pilică” Popescu | Steagul Roșu București | Olimpia București       | Flamura Roșie Sibiu            |
| 1958–59 | Gabriel Zugrăvescu          | Olimpia București      | Progresul București     | Mureșul Târgu Mureș            |
| 1959–60 | Valeriu Gogâltan            | Știința București      | Rapid București         | Știința Timișoara              |
| 1960–61 | Gabriel Zugrăvescu          | Rapid București        | Progresul București     | Mureșul Târgu Mureș            |
| 1961–62 | Constantin „Pilică” Popescu | Progresul București    | Minerul Vulcan          | CSȘ Cluj-Napoca                |
| 1962–63 | Ioan Bota                   | Știința București      | Rapid București         | Progresul București            |

### 1958–prezent (în 7 jucătoare)
| Denumit oficial „Campionatul republican categoria A”                                    | Denumit oficial „Campionatul republican categoria A” | Denumit oficial „Campionatul republican categoria A” | Denumit oficial „Campionatul republican categoria A” | Denumit oficial „Campionatul republican categoria A” |
| Sezon                                                                                   | Antrenor                                             | Aur                                                  | Argint                                               | Bronz                                                |
| --------------------------------------------------------------------------------------- | ---------------------------------------------------- | ---------------------------------------------------- | ---------------------------------------------------- | ---------------------------------------------------- |
| 1958–59                                                                                 | Constantin „Pilică” Popescu (1)                      | Cetatea Bucur București (1)                          | Olimpia București (1)                                | Tractorul Brașov (1)                                 |
| 1959–60                                                                                 | Gabriel Zugrăvescu (1)                               | Știința București (1)                                | Rapid București (1)                                  | Știința Timișoara (1)                                |
| 1960–61                                                                                 | Gabriel Zugrăvescu (2)                               | Rapid București (1)                                  | Știința Timișoara (1)                                | Știința București (1)                                |
| 1961–62                                                                                 | Gabriel Zugrăvescu (3)                               | Rapid București (2)                                  | Știința București (1)                                | Tractorul Brașov (2)                                 |
| 1962–63                                                                                 | Gabriel Zugrăvescu (4)                               | Rapid București (3)                                  | Știința Timișoara (2)                                | CSM Sibiu (1)                                        |
| 1963–64                                                                                 | Victor Chița (1)                                     | Știința Timișoara (1)                                | Rapid București (2)                                  | Știința București (2)                                |
| 1964–65                                                                                 | Constantin „Pilică” Popescu (2)                      | Știința București (2)                                | Știința Timișoara (3)                                | Rapid București (1)                                  |
| 1965–66                                                                                 | Victor Chița (2)                                     | Universitatea Știința Timișoara (2)                  | Rapid București (3)                                  | Mureșul Târgu Mureș (1)                              |
| 1966–67                                                                                 | Francisc Spier (1)                                   | Rapid București (4)                                  | Universitatea Timișoara (4)                          | Universitatea București (3)                          |
| Denumit oficial „Campionatul republican categoria A”; denumit în mass-media „Divizia A” |                                                      |                                                      |                                                      |                                                      |
| Sezon                                                                                   | Antrenor                                             | Aur                                                  | Argint                                               | Bronz                                                |
| 1967–68                                                                                 | Constantin Lache (1)                                 | Universitatea Timișoara (3)                          | Universitatea București (2)                          | Rapid București (2)                                  |
| 1968–69                                                                                 | Constantin Lache (2)                                 | Universitatea Timișoara (4)                          | Rapid București (4)                                  | Confecția București (1)                              |
| 1969–70                                                                                 | Constantin Lache (3)                                 | Universitatea Timișoara (5)                          | Universitatea București (3)                          | Confecția București (2)                              |
| 1970–71                                                                                 | Constantin „Pilică” Popescu (3)                      | Universitatea București (3)                          | Universitatea Timișoara (5)                          | IEFS București (1)                                   |
| 1971–72                                                                                 | Constantin Lache (4)                                 | Universitatea Timișoara (6)                          | Universitatea București (4)                          | IEFS București (2)                                   |
| 1972–73                                                                                 | Ioan Bota (1)                                        | IEFS București (1)                                   | Universitatea Timișoara (6)                          | Universitatea București (4)                          |
| 1973–74                                                                                 | Ioan Bota (2)                                        | IEFS București (2)                                   | Universitatea Timișoara (7)                          | Textila Buhuși (1)                                   |
| 1974–75                                                                                 | Constantin Lache (5)                                 | Universitatea Timișoara (7)                          | Universitatea București (5)                          | Progresul București (1)                              |
| 1975–76                                                                                 | Constantin Lache (6)                                 | Universitatea Timișoara (8)                          | Progresul București (1)                              | Voința Odorhei (1)                                   |
| 1976–77                                                                                 | Constantin Lache (7)                                 | Universitatea Timișoara (9)                          | IEFS București (1)                                   | Universitatea București (5)                          |
| 1977–78                                                                                 | Constantin Lache (8)                                 | Universitatea Timișoara (10)                         | Hidrotehnica Constanța (1)                           | Confecția București (3)                              |
| 1978–79                                                                                 | Eugen Bartha (1)                                     | Știința Bacău (1)                                    | Constructorul Baia Mare (1)                          | Hidrotehnica Constanța (1)                           |
| 1979–80                                                                                 | Eugen Bartha (2)                                     | Știința Bacău (2)                                    | Mureșul Târgu Mureș (1)                              | Constructorul Baia Mare (1)                          |
| 1980–81                                                                                 | Remus Drăgănescu (1)                                 | Rulmentul Brașov (1)                                 | Știința Bacău (1)                                    | Mureșul Târgu Mureș (2)                              |
| 1981–82                                                                                 | Eugen Bartha (3)                                     | Știința Bacău (3)                                    | Progresul București (2)                              | Universitatea Timișoara (2)                          |
| 1982–83                                                                                 | Eugen Bartha (4)                                     | Știința Bacău (4)                                    | Chimistul Râmnicu Vâlcea (1)                         | Rulmentul Brașov (1)                                 |
| 1983–84                                                                                 | Eugen Bartha (5)                                     | Știința Bacău (5)                                    | Rulmentul Brașov (1)                                 | Chimistul Râmnicu Vâlcea (1)                         |
| 1984–85                                                                                 | Eugen Bartha (6)                                     | Știința Bacău (6)                                    | Chimistul Râmnicu Vâlcea (2)                         | Hidrotehnica Constanța (2)                           |
| 1985–86                                                                                 | Alexandru Mengoni (1)                                | Știința Bacău (7)                                    | Rulmentul Brașov (2)                                 | Chimistul Râmnicu Vâlcea (2)                         |
| 1986–87                                                                                 | Alexandru Mengoni (2)                                | Știința Bacău (8)                                    | Mureșul Târgu Mureș (2)                              | Rulmentul Brașov (2)                                 |
| 1987–88                                                                                 | Gheorghe Ionescu (1)                                 | Mureșul Târgu Mureș (1)                              | Știința Bacău (2)                                    | Chimistul Râmnicu Vâlcea (3)                         |
| 1988–89                                                                                 | Ioan Gherhard (1)                                    | Chimistul Râmnicu Vâlcea (1)                         | Mureșul Târgu Mureș (3)                              | Știința Bacău (1)                                    |
| 1989–90                                                                                 | Gheorghe Ionescu (2)                                 | Chimistul Râmnicu Vâlcea (2)                         | Știința Bacău (3)                                    | Textila Zalău (1)                                    |
| 1990–91                                                                                 | Gheorghe Ionescu (3)                                 | Chimistul Râmnicu Vâlcea (3)                         | Știința Bacău (4)                                    | Textila Zalău (2)                                    |
| 1991–92                                                                                 | Alexandru Mengoni (3)                                | Știința Bacău (9)                                    | Chimistul Râmnicu Vâlcea (3)                         | Rapid București (3)                                  |
| 1992–93                                                                                 | Lucian Râșniță (1)                                   | Chimistul Râmnicu Vâlcea (4)                         | Rapid București (5)                                  | HC Aura Iași (1)                                     |
| 1993–94                                                                                 | Constantin Cojocaru (1)                              | Chimistul Râmnicu Vâlcea (5)                         | Silcotub Zalău (1)                                   | Rapid București (4)                                  |
| 1994–95                                                                                 | Constantin Cojocaru (2)                              | Oltchim Râmnicu Vâlcea (6)                           | Rapid București (6)                                  | Silcotub Zalău (3)                                   |
| 1995–96                                                                                 | Constantin Cojocaru (3)                              | Oltchim Râmnicu Vâlcea (7)                           | Silcotub Zalău (2)                                   | Sidex Galați (1)                                     |
| 1996–97                                                                                 | Alexandru Mengoni (4)                                | Oltchim Râmnicu Vâlcea (8)                           | Silcotub Zalău (3)                                   | Sidex Galați (2)                                     |
| Denumit oficial „Liga Națională”                                                        |                                                      |                                                      |                                                      |                                                      |
| Sezon                                                                                   | Antrenor                                             | Aur                                                  | Argint                                               | Bronz                                                |
| 1997–98                                                                                 | Lucian Râșniță (2)                                   | Oltchim Râmnicu Vâlcea (9)                           | Silcotub Zalău (4)                                   | Universitatea Ursus Cluj-Napoca (1)                  |
| 1998–99                                                                                 | Bogdan Macovei (1)                                   | Oltchim Râmnicu Vâlcea (10)                          | Silcotub Zalău (5)                                   | Rapid București (5)                                  |
| 1999–00                                                                                 | Bogdan Macovei (2)                                   | Oltchim Râmnicu Vâlcea (11)                          | Silcotub Zalău (6)                                   | Rapid București (6)                                  |
| 2000–01                                                                                 | Gheorghe Tadici (1)                                  | Silcotub Zalău (1)                                   | Oltchim Râmnicu Vâlcea (4)                           | Fibrex Săvinești (1)                                 |
| 2001–02                                                                                 | Mariana Tîrcă (1)                                    | Oltchim Râmnicu Vâlcea (12)                          | Silcotub Zalău (7)                                   | Universitatea Remin Deva (1)                         |
| 2002–03                                                                                 | Vasile Mărgulescu (1)                                | Rapid București (5)                                  | Oltchim Râmnicu Vâlcea (5)                           | Universitatea Remin Deva (2)                         |
| 2003–04                                                                                 | Gheorghe Tadici (2)                                  | Silcotub Zalău (2)                                   | Universitatea Remin Deva (1)                         | Rapid București (7)                                  |
| 2004–05                                                                                 | Gheorghe Tadici (3)                                  | Silcotub Zalău (3)                                   | Rapid București (7)                                  | Oltchim Râmnicu Vâlcea (4)                           |
| 2005–06                                                                                 | Mariana Tîrcă (2)                                    | Rulmentul Brașov (2)                                 | Silcotub Zalău (8)                                   | Oltchim Râmnicu Vâlcea (5)                           |
| 2006–07                                                                                 | Gheorghe Tadici (4)                                  | Oltchim Râmnicu Vâlcea (13)                          | Rulmentul Brașov (3)                                 | Universitatea Jolidon Cluj-Napoca (2)                |
| 2007–08                                                                                 | Gheorghe Tadici (5)                                  | Oltchim Râmnicu Vâlcea (14)                          | Rulmentul Brașov (4)                                 | Oțelul Galați (2)                                    |
| 2008–09                                                                                 | Radu Voina (1)                                       | Oltchim Râmnicu Vâlcea (15)                          | Rulmentul Brașov (5)                                 | HC Dunărea Brăila (1)                                |
| 2009–10                                                                                 | Radu Voina (2)                                       | Oltchim Râmnicu Vâlcea (16)                          | Universitatea Jolidon Cluj-Napoca (1)                | Tomis Constanța (1)                                  |
| 2010–11                                                                                 | Péter Kovács (1)                                     | Oltchim Râmnicu Vâlcea (17)                          | Universitatea Jolidon Cluj-Napoca (2)                | CSM București (1)                                    |
| 2011–12                                                                                 | Radu Voina (3)                                       | Oltchim Râmnicu Vâlcea (18)                          | Universitatea Jolidon Cluj-Napoca (3)                | HCM Zalău (4)                                        |
| 2012–13                                                                                 | Jakob Vestergaard (1)                                | Oltchim Râmnicu Vâlcea (19)                          | HCM Baia Mare (2)                                    | Universitatea Jolidon Cluj-Napoca (3)                |
| 2013–14                                                                                 | Costică Buceschi (1)                                 | HCM Baia Mare (1)                                    | Corona Brașov (6)                                    | HC Dunărea Brăila (2)                                |
| 2014–15                                                                                 | Mette Klit (1)                                       | CSM București (1)                                    | HCM Baia Mare (3)                                    | Corona Brașov (3)                                    |
| 2015–16                                                                                 | Kim Rasmussen (1)                                    | CSM București (2)                                    | HCM Baia Mare (4)                                    | Corona Brașov (4)                                    |
| 2016–17                                                                                 | Per Johansson (1)                                    | CSM București (3)                                    | Dunărea Brăila (1)                                   | HC Zalău (5)                                         |
| 2017–18                                                                                 | Per Johansson (2)                                    | CSM București (4)                                    | SCM Craiova (1)                                      | CS Măgura Cisnădie (1)                               |
| 2018–19                                                                                 | Florentin Pera (1)                                   | SCM Râmnicu Vâlcea (1)                               | CSM București (1)                                    | Gloria Bistrița (1)                                  |
| 2019–20                                                                                 | Ediție anulată din cauza pandemiei de COVID-19       | Ediție anulată din cauza pandemiei de COVID-19       | Ediție anulată din cauza pandemiei de COVID-19       | Ediție anulată din cauza pandemiei de COVID-19       |
| 2020–21                                                                                 | Adrian Vasile (1)                                    | CSM București (5)                                    | CS Minaur Baia Mare (1)                              | SCM Râmnicu Vâlcea (1)                               |
| 2021–22                                                                                 | Carlos Viver (1)                                     | CS Rapid București (6)                               | CSM București (2)                                    | SCM Râmnicu Vâlcea (2)                               |
| 2022–23                                                                                 | Adrian Vasile (2)                                    | CSM București (6)                                    | CS Rapid București                                   | CS Gloria 2018 Bistrița-Năsăud                       |
| 2023–24                                                                                 | Adrian Vasile (3)                                    | CSM București (7)                                    | CS Rapid București                                   | CS Gloria 2018 Bistrița-Năsăud                       |
| 2024–25                                                                                 | Helle Thomsen (1)                                    | CSM București (8)                                    | Corona Brașov (7)                                    | CS Gloria 2018 Bistrița-Năsăud (3)                   |
| Sezon                                                                                   | Antrenor                                             | Aur                                                  | Argint                                               | Bronz                                                |

## Performanța cluburilor

### Handbal în 11
| Club                   | Campioane | Sezoane câștigătoare               |
| ---------------------- | --------- | ---------------------------------- |
| Flamura Roșie Mediaș   | 6         | 1946, 1947, 1948, 1949, 1950, 1951 |
| Știința București      | 3         | 1952, 1960, 1963                   |
| Progresul Târgu Mureș  | 2         | 1959, 1955                         |
| Steagul Roșu București | 2         | 1957, 1958                         |
| Progresul București    | 1         | 1962                               |
| Rapid București        | 1         | 1961                               |
| Olimpia București      | 1         | 1959                               |
| Progresul Brașov       | 1         | 1956                               |
| Știința Timișoara      | 1         | 1953                               |

### Handbal în 7
| Club                                          | Campioane | Sezoane câștigătoare |
| --------------------------------------------- | --------- | --- |
| Oltchim Râmnicu-Vâlcea / SCM Râmnicu Vâlcea1) | 20        | 1988–89, 1989–90, 1990–91, 1992–93, 1993–94, 1994–95, 1995–96, 1996–97, 1997–98, 1998–99, 1999–00, 2001–02, 2006–07, 2007–08, 2008–09, 2009–10, 2010–11, 2011–12, 2012–13, 2018–19 |
| Universitatea Timișoara                       | 10        | 1963–64, 1965–66, 1967–68, 1968–69, 1969–70, 1971–72, 1974–75, 1975–76, 1976–77, 1977–78                                                                                           |
| Știința Bacău                                 | 9         | 1978–79, 1979–80, 1981–82, 1982–83, 1983–84, 1984–85, 1985–86, 1986–87, 1991–92 |
| CSM București                                 | 8         | 2014–15, 2015–16, 2016–17, 2017–18, 2020–21, 2022–23, 2023–24, 2024–25 |
| Rapid București                               | 6         | 1960–61, 1961–62, 1962–63, 1966–67, 2002–03, 2021–22 |
| Silcotub Zalău                                | 3         | 2000–01, 2003–04, 2004–05 |
| Universitatea București                       | 3         | 1959–60, 1964–65, 1970–71 |
| Rulmentul Brașov                              | 2         | 1980–81, 2005–06 |
| IEFS București                                | 2         | 1972–73, 1973–74 |
| HCM Baia Mare                                 | 1         | 2013–14 |
| Mureșul Târgu Mureș                           | 1         | 1987–88 |
| Cetatea Bucur București                       | 1         | 1958–59 |

1) Palmaresul echipei Oltchim Râmnicu Vâlcea a fost preluat de echipa SCM Râmnicu Vâlcea.

## Clasament EHF
Evoluția în clasamentul EHF
|  | Graficele sunt indisponibile din cauza unor probleme tehnice. Mai multe informații se găsesc la Phabricator și la wiki-ul MediaWiki. |

Pentru sezonul 2025-2026
| Liga Campionilor | Liga Campionilor | Liga Campionilor | Liga Campionilor | Liga Campionilor   | Liga Europeană EHF | Liga Europeană EHF | Liga Europeană EHF | Liga Europeană EHF | Liga Europeană EHF |
| Loc              | Loc 2024/25      | Evoluție         | Coeficient       | Campionat          | Loc                | Loc 2024/25        | Evoluție           | Coeficient         | Campionat          |
| ---------------- | ---------------- | ---------------- | ---------------- | ------------------ | ------------------ | ------------------ | ------------------ | ------------------ | ------------------ |
| 1                | (2)              | ▲                | 210,33           | Nemzeti Bajnokság  | 1                  | (1)                | ▬                  | 96,00              | Damehåndboldligaen |
| 2                | (1)              | ▼                | 198,33           | Eliteserien        | 2                  | (2)                | ▬                  | 94,67              | Bundesliga         |
| 3                | (5)              | ▲                | 154,67           | Damehåndboldligaen | 3                  | (6)                | ▲                  | 85,67              | Eliteserien        |
| 4                | (3)              | ▼                | 143,33           | LFH                | 4                  | (4)                | ▬                  | 81,67              | Liga Națională     |
| 5                | (6)              | ▲                | 113,00           | Liga Națională     | 5                  | (3)                | ▼                  | 64,00              | LFH                |
| 6                | (4)              | ▼                | 113,00           | Superliga          | 6                  | (5)                | ▼                  | 48,67              | Nemzeti Bajnokság  |
| 7                | (9)              | ▲                | 99,33            | Bundesliga         | 7                  | (9)                | ▲                  | 38,67              | Prva liga          |
| 8                | (7)              | ▼                | 86,33            | 1.A DRL            | 8                  | (7)                | ▼                  | 33,00              | Superliga          |
| 9                | (8)              | ▼                | 46,67            | Prva Liga          | 9                  | (8)                | ▼                  | 27,33              | Superliga polska   |
| 10               | (11)             | ▲                | 29,00            | Handbollsligan     | 10                 | (10)               | ▬                  | 21,00              | División de Honor  |

Pentru sezonul 2024-2025
| Liga Campionilor | Liga Campionilor | Liga Campionilor | Liga Campionilor | Liga Campionilor   | Liga Europeană EHF | Liga Europeană EHF | Liga Europeană EHF | Liga Europeană EHF | Liga Europeană EHF |
| Loc              | Loc 2023/24      | Evoluție         | Coeficient       | Campionat          | Loc                | Loc 2023/24        | Evoluție           | Coeficient         | Campionat          |
| ---------------- | ---------------- | ---------------- | ---------------- | ------------------ | ------------------ | ------------------ | ------------------ | ------------------ | ------------------ |
| 1                | (1)              | ▬                | 240,00           | Eliteserien        | 1                  | (1)                | ▬                  | 112,00             | Damehåndboldligaen |
| 2                | (2)              | ▬                | 182,00           | Nemzeti Bajnokság  | 2                  | (3)                | ▲                  | 85,67              | Bundesliga         |
| 3                | (3)              | ▬                | 155,33           | LFH                | 3                  | (5)                | ▲                  | 82,33              | LFH                |
| 4                | (4)              | ▬                | 133,00           | Superliga          | 4                  | (4)                | ▬                  | 73,00              | Liga Națională     |
| 5                | (5)              | ▬                | 128,33           | Damehåndboldligaen | 5                  | (2)                | ▼                  | 67,00              | Nemzeti Bajnokság  |
| 6                | (6)              | ▬                | 113,00           | Liga Națională     | 6                  | (8)                | ▲                  | 50,33              | Eliteserien        |
| 7                | (8)              | ▲                | 85,00            | 1.A DRL            | 7                  | (6)                | ▼                  | 44,50              | Superliga          |
| 8                | (7)              | ▼                | 71,67            | Prva Liga          | 8                  | (9)                | ▲                  | 28,33              | Superliga polska   |
| 9                | (9)              | ▬                | 61,33            | Bundesliga         | 9                  | (7)                | ▼                  | 20,33              | Prva liga          |
| 10               | (12)             | ▲                | 41,00            | Prva liga          | 10                 | (12)               | ▲                  | 14,00              | División de Honor  |

| Liga Campionilor | Liga Campionilor | Liga Campionilor   | Liga Europeană EHF | Liga Europeană EHF | Liga Europeană EHF  |
| Loc              | Coeficient       | Campionat          | Loc                | Coeficient         | Campionat           |
| ---------------- | ---------------- | ------------------ | ------------------ | ------------------ | ------------------- |
| 1                | 185,67           | Eliteserien        | 1                  | 101,00             | Damehåndboldligaen  |
| 2                | 172,33           | Nemzeti Bajnokság  | 2                  | 86,00              | Nemzeti Bajnokság   |
| 3                | 168,33           | LFH                | 3                  | 80,33              | Bundesliga          |
| 4                | 139,00           | Superliga          | 4                  | 74,67              | Liga Națională      |
| 5                | 127,00           | Damehåndboldligaen | 5                  | 72,00              | LFH                 |
| 6                | 124,00           | Liga Națională     | 6                  | 51,33              | Superliga           |
| 7                | 95,00            | Prva Liga          | 7                  | 47,00              | Prva liga           |
| 8                | 84,67            | 1.A DRL            | 8                  | 46,00              | Eliteserien         |
| 9                | 64,67            | Bundesliga         | 9                  | 37,00              | Superliga polska    |
| 10               | 53,50            | Handbollsligan     | 10                 | 32,00              | Kadınlar Süper Ligi |

| Loc | Loc 2021/22 | Evoluție | Coeficient | Campionat         |
| --- | ----------- | -------- | ---------- | ----------------- |
| 1   | (1)         | ▬        | 157,67     | Nemzeti Bajnokság |
| 2   | (5)         | ▲        | 118,50     | LFH               |
| 3   | (2)         | ▼        | 114,50     | Superliga         |
| 4   | (3)         | ▼        | 109,00     | Tomsligaen        |
| 5   | (6)         | ▲        | 102,17     | Eliteserien       |
| 6   | (4)         | ▼        | 94,50      | Liga Națională    |
| 7   | (7)         | ▬        | 61,33      | Prva Liga         |
| 8   | (9)         | ▲        | 57,00      | Prva liga         |
| 9   | (8)         | ▼        | 56,33      | Bundesliga        |
| 10  | (11)        | ▲        | 38,17      | 1.A DRL           |

| Loc | Loc 2020/21 | Evoluție | Coeficient | Campionat         |
| --- | ----------- | -------- | ---------- | ----------------- |
| 1   | (1)         | ▬        | 158,33     | Nemzeti Bajnokság |
| 2   | (2)         | ▬        | 117,33     | Superliga         |
| 3   | (4)         | ▲        | 115,00     | Tomsligaen        |
| 4   | (3)         | ▼        | 111,83     | Liga Națională    |
| 5   | (5)         | ▬        | 95,17      | LFH               |
| 6   | (6)         | ▬        | 84,00      | Eliteserien       |
| 7   | (9)         | ▲        | 62,00      | Prva Liga         |
| 8   | (7)         | ▼        | 56,00      | Bundesliga        |
| 9   | (12)        | ▲        | 52,83      | Prva liga         |
| 10  | (10)        | ▬        | 39,33      | Elitserien Damer  |

| Loc | Loc 2019/20 | Evoluție | Coeficient | Campionat          |
| --- | ----------- | -------- | ---------- | ------------------ |
| 1   | (1)         | ▬        | 162,50     | Nemzeti Bajnokság  |
| 2   | (3)         | ▲        | 119,00     | Superliga          |
| 3   | (2)         | ▼        | 106,67     | Liga Națională     |
| 4   | (4)         | ▬        | 105,17     | Tomsligaen         |
| 5   | (5)         | ▬        | 95,00      | LFH                |
| 6   | (6)         | ▬        | 89,67      | Eliteserien        |
| 7   | (7)         | ▬        | 68,83      | Bundesliga         |
| 8   | (8)         | ▬        | 68,17      | Skopsko Super Liga |
| 9   | (9)         | ▬        | 63,83      | Prva Liga          |
| 10  | (10)        | ▬        | 40,50      | Elitserien Damer   |

| Loc | Loc 2018/19 | Evoluție | Coeficient | Campionat          |
| --- | ----------- | -------- | ---------- | ------------------ |
| 1   | (1)         | ▬        | 130,00     | Nemzeti Bajnokság  |
| 2   | (4)         | ▲        | 111,86     | Liga Națională     |
| 3   | (3)         | ▬        | 98,86      | Superliga          |
| 4   | (2)         | ▼        | 92,43      | Tomsligaen         |
| 5   | (7)         | ▲        | 73,43      | LFH                |
| 6   | (5)         | ▼        | 68,14      | Eliteserien        |
| 7   | (6)         | ▼        | 63,86      | Bundesliga         |
| 8   | (8)         | ▬        | 58,10      | Skopsko Super Liga |
| 9   | (9)         | ▬        | 39,90      | Prva Liga          |
| 10  | (10)        | ▬        | 32,10      | Elitserien Damer   |

| Loc | Loc 2017/18 | Evoluție | Coeficient | Campionat          |
| --- | ----------- | -------- | ---------- | ------------------ |
| 1   | (2)         | ▲        | 114,13     | Nemzeti Bajnokság  |
| 2   | (1)         | ▼        | 103,88     | Tomsligaen         |
| 3   | (3)         | ▬        | 96,88      | Superliga          |
| 4   | (5)         | ▲        | 81,75      | Liga Națională     |
| 5   | (4)         | ▼        | 73,13      | Eliteserien        |
| 6   | (6)         | ▬        | 70,38      | Bundesliga         |
| 7   | (7)         | ▬        | 69,44      | LFH                |
| 8   | (9)         | ▲        | 49,82      | Skopsko Super Liga |
| 9   | (8)         | ▼        | 48,91      | Prva Liga          |
| 10  | (10)        | ▬        | 31,45      | Elitserien Damer   |

| Loc | Loc 2016/17 | Evoluție | Coeficient | Campionat          |
| --- | ----------- | -------- | ---------- | ------------------ |
| 1   | (1)         | ▬        | 113,33     | Tomsligaen         |
| 2   | (2)         | ▬        | 110,56     | Nemzeti Bajnokság  |
| 3   | (3)         | ▬        | 91,44      | Superliga          |
| 4   | (4)         | ▬        | 68,33      | Eliteserien        |
| 5   | (7)         | ▲        | 66,22      | Liga Națională     |
| 6   | (5)         | ▼        | 64,67      | Bundesliga         |
| 7   | (6)         | ▼        | 56,64      | LFH                |
| 8   | (8)         | ▬        | 47,33      | Prva Liga          |
| 9   | (10)        | ▲        | 41,58      | Skopsko Super Liga |
| 10  | (11)        | ▲        | 34,67      | Elitserien Damer   |

| Loc | Loc 2015/16 | Evoluție | Coeficient | Campionat          |
| --- | ----------- | -------- | ---------- | ------------------ |
| 1   | (2)         | ▲        | 108,99     | Tomsligaen         |
| 2   | (1)         | ▼        | 100,44     | Nemzeti Bajnokság  |
| 3   | (3)         | ▬        | 84,00      | Superliga          |
| 4   | (4)         | ▬        | 74,22      | Eliteserien        |
| 5   | (6)         | ▲        | 60,00      | Bundesliga         |
| 6   | (7)         | ▲        | 57,00      | LFH                |
| 7   | (5)         | ▼        | 53,22      | Liga Națională     |
| 8   | (9)         | ▲        | 41,50      | Prva Liga          |
| 9   | (10)        | ▲        | 34,92      | WHA Frauen         |
| 10  | (14)        | ▲        | 33,67      | Skopsko Super Liga |

| Loc | Loc 2014/15 | Evoluție | Coeficient | Campionat         |
| --- | ----------- | -------- | ---------- | ----------------- |
| 1   | (1)         | ▬        | 112,44     | Nemzeti Bajnokság |
| 2   | (2)         | ▬        | 100,67     | Tomsligaen        |
| 3   | (4)         | ▲        | 84,44      | Superliga         |
| 4   | (3)         | ▼        | 68,67      | Eliteserien       |
| 5   | (5)         | ▬        | 67,56      | Liga Națională    |
| 6   | (7)         | ▲        | 57,11      | Bundesliga        |
| 7   | (8)         | ▲        | 53,92      | LFH               |
| 8   | (6)         | ▼        | 45,11      | División de Honor |
| 9   | (9)         | ▬        | 42,00      | Prva Liga         |
| 10  | (11)        | ▲        | 32,17      | WHA Frauen        |

| Loc | Loc 2013/14 | Evoluție | Coeficient | Campionat         |
| --- | ----------- | -------- | ---------- | ----------------- |
| 1   | (2)         | ▲        | 109,22     | Nemzeti Bajnokság |
| 2   | (1)         | ▼        | 85,67      | Tomsligaen        |
| 3   | (4)         | ▲        | 83,67      | Eliteserien       |
| 4   | (3)         | ▼        | 82,22      | Superliga         |
| 5   | (6)         | ▲        | 74,67      | Liga Națională    |
| 6   | (5)         | ▼        | 74,22      | División de Honor |
| 7   | (7)         | ▬        | 61,44      | Bundesliga        |
| 8   | (8)         | ▬        | 60,92      | LFH               |
| 9   | (9)         | ▬        | 40,00      | Prva Liga         |
| 10  | (10)        | ▬        | 33,17      | 1.A DRL           |

## Cluburile românești în competiții europene în sezonul 2025-26
| Competiție           | Echipă               | Progres |
| -------------------- | -------------------- | ------- |
| Liga Campionilor EHF | CSM București        | Grupe   |
| Liga Campionilor EHF | Gloria 2018 Bistrița | Grupe   |
| Liga Europeană EHF   | CSM Corona Brașov    | Grupe   |
| Liga Europeană EHF   | HC Minaur Baia Mare  | Runda 3 |
| Liga Europeană EHF   | CS Rapid București   | Runda 2 |